# Louvencourt
Louvencourt ist eine französische Gemeinde mit 295 Einwohnern (1. Januar 2022) im Département Somme in der Region Hauts-de-France.

## Geografie
Die Gemeinde Louvencourt liegt im Norden Frankreichs, etwa auf halbem Wege zwischen den Städten Amiens und Arras.

## Geschichte

### Militärlazarett und Militärfriedhof
Zwischen Juli 1915 und August 1916 gab es ein britisches Feldlazarett in Louvencourt. Der Ort befand sich etwa zehn Kilometer entfernt von der Frontlinie am 1. Juli 1916. Mit dem Einsetzen der Somme-Offensive schwand die Bedeutung des Lazaretts und es wurde schließlich weiter nach Osten verlegt. Der Friedhof, den das Lazarett angelegt hatte, wurde dann nur noch wenig benutzt, bis ein deutscher Vorstoß die Frontlinie im April 1918 wieder auf die Stellungen von 1916 verschob. Der Friedhof war einer der ersten, die die Commonwealth War Graves Commission nach dem Ersten Weltkrieg anlegte. Auf dem Friedhof befinden sich heute 151 Gräber von Angehörigen des britischen Commonwealth aus dem Ersten Weltkrieg und 76 Gräber französischer Gefallener des Ersten Weltkrieges. Drei Gräber aus der Zeit des Zweiten Weltkrieges befinden sich ebenfalls auf dem Friedhof.

### Bevölkerungsentwicklung
| Jahr      | 1962 | 1968 | 1975 | 1982 | 1990 | 1999 | 2007 |
| Einwohner | 274  | 304  | 306  | 283  | 259  | 264  | 263  |

## Persönlichkeiten
Roland Leighton (1895–1915), der als Verlobter von Vera Brittain bekannt wurde, starb im Ersten Weltkrieg in einem Feldlazarett in Louvencourt und ist auf einem britischen Militärfriedhof südöstlich der Stadt an der D938 begraben.